# 自由への道 (映画)
『自由への道』（じゆうへのみち、原題：Emancipation）は、2022年制作のアメリカ合衆国の伝記映画。
南北戦争中、奴隷制度が残る米南部を舞台に、逃亡した黒人奴隷の実話に基づく物語。アントワーン・フークア監督、ウィル・スミス主演兼製作。

## あらすじ
南北戦争のさなかの1863年、南部ルイジアナ州のプランテーション農園の奴隷であるピーターは、南軍に徴用され妻ドディアンや子供たちと引き離される。線路建設現場で、他の黒人奴隷たちと共に酷使される。ファッセルをボスとする白人の番人たちは黒人奴隷を鞭打ち、逃げようとした者に烙印を押し、疲労から倒れたものは撃ち殺す。ピーターは他の奴隷たちに神を信じ続けるよう説く。ある日、耐えられなくなったピーターは白人の番人たちを襲い、他の奴隷たちと逃亡する。騎馬の番人たちと犬に追われ、ワニを恐れて川を渡れずに捕まった男は殺されてワニの餌にされる。ピーター、ゴードン、ジョンの3人は別々に逃げることにする。ピーターは負傷しつつも逃げ続け、隠れていた沼では襲ってきたワニを殺す。逃亡の途中、再会したジョンはピーターの目の前で殺される。バトンルージュ付近でピーターはファッセルに追いつかれて殺されそうになるが、北軍の一部である、黒人からなるルイジアナ郷土防衛隊の放った一弾がファッセルを殺す。ピーターは北軍の医療キャンプに連れていかれて回復し、ゴードンに再会す。。ピーターの背中に残る、虐待の跡の酷い傷の写真が撮られて、世界中に奴隷制度の残酷な真実を伝える。逃亡奴隷として農園で働くか軍に加わるか選択を迫られて軍に入り、ポートハドソンの包囲戦に加わって勝利し、プランテーション農園から黒人奴隷を解放する。よそに売られないために自ら片腕を失っていたドディアンと子供たちに再会する。

## キャスト
※括弧内は日本語吹替。
- ピーター：ウィル・スミス（東地宏樹）
- ファッセル : ベン・フォスター（加瀬康之）
- ハワード : スティーブン・オッグ（白熊寛嗣）
- ムスタファ・シャキール（川上ひろみ）
- ゴードン : ギルバート・オーア（福西勝也）
- ドディアン : シャーメイン・ビングワ
- ハリントン : ロニー・ジーン・ブレヴィンズ
- リーズ : グラント・ハーヴェイ
- アーロン・モーテン